# Courtney Dauwalter

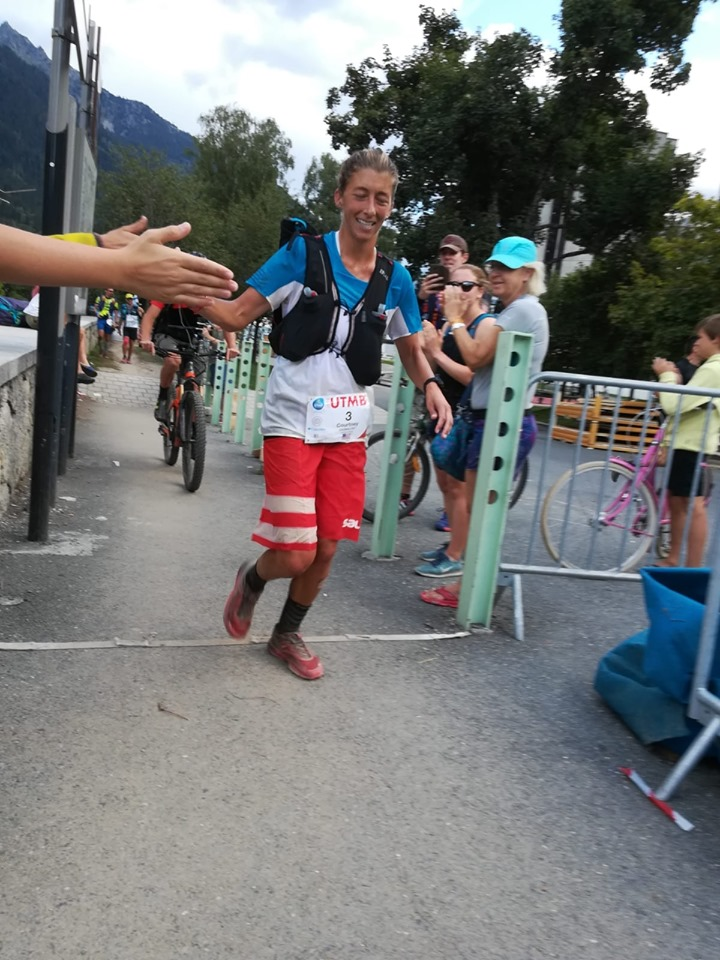
Courtney Dauwalter, 2019

Courtney Dauwalter (* 13. Februar 1985) ist eine US-amerikanische Trail- und Ultraläuferin.

## Leben
Dauwalter wuchs in Hopkins, Minnesota, auf und nahm während ihrer Schulzeit an verschiedenen sportlichen Wettkämpfen, u. a. im Crosslauf und im Skilanglauf, teil. Sie war vierfache Skilanglauf-Meisterin in Minnesota. Sie besuchte die University of Denver und schloss 2010 ein Lehramtsstudium mit Master-Abschluss an der University of Mississippi ab.
Bevor sie 2017 das Laufen zu ihrem Hauptberuf machte, arbeitete sie als Middle-School-Lehrerin im Raum Denver.

## Trail- und Ultramarathon
2016 stellte Dauwalter einen Streckenrekord bei Javelina Jundred 100K auf und gewann den Run Rabbit Run 100-Meilen-Lauf mit 75 Minuten Vorsprung vor Platz 2. Auch 2017 gewann sie Run Rabbit Run. 2017 gewann sie außerdem den Moab 240 mit mehr als zehn Stunden Vorsprung auf Platz 2 in 2 Tagen, 9 Stunden und 59 Minuten.
2018 gewann sie den Western States 100 mit einer Zielzeit von 17 Stunden und 27 Minuten über die 100 Meilen. Den Big's Backyard Ultra absolvierte sie auf Platz 2 der Gesamtwertung und stellte mit 67 Runden einen neuen Streckenrekord der Frauen (279,268 Meilen) auf. Beim Tahoe 200 erreichte sie ebenfalls den zweiten Platz und verbesserte den bisherigen Streckenrekord der Frauen um über 18 Stunden.
Beim Ultra-Trail du Mont-Blanc 2019 gewann sie in 24 Stunden, 34 Minuten und 26 Sekunden, Platz 21 in der Gesamtwertung. 2021 siegte sie erneut, mit Rekord im Damenklassement.
Beim Western States 100 musste sie 2019 nach 77 Meilen aussteigen.
2020 war Dauwalter die amerikanische Meisterin beim Big's Backyard Ultra. Mit 68 Runden bzw. 283,3 Meilen stellte sie den Rekord für die längste von einer Frau bei diesem Lauf bewältigte Distanz auf. Beim Grand Raid auf La Réunion erreichte sie den vierten Platz im Gesamtklassement, verbesserte den bisherigen Rekord um zwei Stunden und konnte als erste Läuferin alle vier großen 100-Meilen-Rennen für sich entscheiden.
2022 erreichte sie beim Hardrock 100 den sechsten Platz im Gesamtklassement und verbesserte den Streckenrekord der Damen um mehr als eine halbe Stunde.
Dauwalter dominierte 2023 den Transgrancanaria Classic und gewann mit fast zwei Stunden Vorsprung vor der nächsten Frau. Im Juni 2023 startete sie erneut beim Western States 100 und verbesserte den Streckenrekord der Frauen aus 2012, aufgestellt von Ellie Greenwood, mit 15 h, 29 min und 34 sec um über eine Stunde. Nur zwei Wochen später verbesserte sie beim Hardrock 100 ihren eigenen Streckenrekord aus dem Vorjahr. Damit schaffte sie das Double aus Siegen beim Western States 100 und Hardrock 100 und hält derzeit die Streckenrekorde bei den größten Ultratrail-Rennen (Ultra-Trail du Mont-Blanc, Western States 100, Diagonale des Fous, MIUT, Hardrock 100). Anfang September 2023 gewann sie zum dritten Mal den UTMB beim Ultra-Trail du Mont-Blanc. Mit Siegen bei den drei wichtigsten 100-Meilen-Rennen UTMB, Western States 100 und Hardrock 100 ist sie die Erste, der dieses historische Triple innerhalb eines Jahres gelingt.
2024 gelang ihr – nach Siegen beim Transgrancanaria und beim Mt. Fuji 100 Mile – im Juli beim Hardrock 100 zum dritten Mal in Folge der Sieg und Streckenrekord der Frauen.
In den Jahren 2018, 2019, 2021, 2022 und 2023 wurde sie vom Ultrarunning Magazine zum "Ultrarunner of the Year" gekürt.
Dauwalter wird von Salomon gesponsert und ist für ihren in der Trailszene ungewöhnlichen Kleidungsstil bekannt. Sie ist seit 2015 verheiratet, ihr Mann Kevin unterstützt sie als Pacer und Leiter ihrer Support-Crew.

## Sportliche Erfolge (Auswahl)
| Jahr | Rang | Wettbewerb                             | Austragungsort                   | Distanz    | Zeit     | Bemerkung                                              |
| ---- | ---- | -------------------------------------- | -------------------------------- | ---------- | -------- | ------------------------------------------------------ |
| 2024 | 1    | Ultra Trail Métropole Nice Côte d'Azur | Frankreich                       | 100 Meilen | 21:35:57 | Platz 2 im Gesamtklassement                            |
| 2024 | 1    | SwissPeaks Trail                       | Schweiz                          | 70 km      | 8:24:57  | Platz 2 im Gesamtklassement                            |
| 2024 | 1    | Hardrock 100                           | Silverton, Colorado, USA         | 100 Meilen | 26:11:49 | Platz 4 im Gesamtklassement, Streckenrekord der Frauen |
| 2024 | 1    | Mt. Fuji 100 Mile                      | Shizuoka, Japan                  | 100 Meilen | 19:21:22 | Platz 3 im Gesamtklassement                            |
| 2024 | 1    | Transgrancanaria                       | Kanaren                          | 126 km     | 15:14:54 |                                                        |
| 2023 | 1    | Ultra-Trail du Mont-Blanc              | Chamonix, Frankreich             | 100 Meilen | 23:29:14 | 3. UTMB-Sieg                                           |
| 2023 | 1    | Hardrock 100                           | Silverton, Colorado, USA         | 100 Meilen | 26:14:08 | Platz 4 im Gesamtklassement, Streckenrekord der Frauen |
| 2023 | 1    | Western States 100                     | Kalifornien                      | 100 Meilen | 15:29:34 | Streckenrekord der Frauen                              |
| 2023 | 1    | Bandera 100                            | Texas                            | 100 km     | 8:59:34  | WSER Golden Ticket                                     |
| 2023 | 1    | Transgrancanaria                       | Kanaren                          | 128 km     | 14:40:39 | Streckenrekord der Frauen                              |
| 2022 | 1    | Grand Raid de la Réunion               | La Réunion                       | 164 km     | 24:37:47 |                                                        |
| 2022 | 1    | Hardrock 100                           | Silverton, Colorado, USA         | 100 Meilen | 26:44:36 | Platz 6 im Gesamtklassement, Streckenrekord der Frauen |
| 2022 | 1    | Collegiate Loop Trail                  | Twin Lakes, Colorado, USA        | 160 Meilen | 40:14    | Fastest Known Time                                     |
| 2021 | 1    | Ultra-Trail Cape Town                  | Kapstadt, Südafrika              | 100 km     | 11:20:04 |                                                        |
| 2021 | DNF  | Barkley Marathons                      | Frozen Head State Park, USA      | DNF        | DNF      |                                                        |
| 2021 | DNF  | Hardrock 100                           | Silverton, Colorado, USA         | 100 Meilen | DNF      |                                                        |
| 2021 | 1    | Ultra-Trail du Mont-Blanc              | Chamonix, Frankreich             | 100 Meilen | 22:30:54 | Streckenrekord der Frauen                              |
| 2019 | 1    | Ultra-Trail du Mont-Blanc              | Chamonix, Frankreich             | 100 Meilen | 24:34:26 |                                                        |
| 2019 | 1    | Tarawera Ultramarathon                 | Rotorua, Neuseeland              | 100 km     | 9:28:04  |                                                        |
| 2018 | 1    | Western States Endurance Run           | Olympic Valley, Kalifornien, USA | 100 Meilen | 17:27:00 |                                                        |
| 2018 | 1    | Ultra-Trail Mt. Fuji                   | Shizuoka, Japan                  | 100 Meilen | 23:57:48 |                                                        |
| 2018 | 1    | Tahoe 200                              | Homewood, Kalifornien, USA       | 200 Meilen | 23:57:48 | Platz 2 im Gesamtklassement                            |
| 2017 | 1    | Moab 240                               | Moab, Utah, USA                  | 240 Meilen | 57:55:13 | Gesamtsieg und Streckenrekord                          |
| 2016 | 1    | Javelina Jundred                       | Fountain Hills, Arizona, USA     | 100 km     | 8:48:25  |                                                        |
| 2016 | 1    | Run Rabbit Run                         | Steamboat Springs, Colorado, USA | 100 Meilen | 21:23:37 |                                                        |
| 2014 | 1    | Ouray 100                              | Ouray, Colorado, USA             | 100 Meilen | 26:46:20 |                                                        |

(DNF – Did Not Finish)